# ムッシュ
ムッシュ（フランス語: Monsieur/mə.sjø/; 複数形：Messieurs /me.sjø/）は、中世フランス語において閣下を意味する語で、現在は（爵位など高い位を持たない）全ての男性への敬称として使われる。ムッシューやムシューと表記されることもある。英語におけるミスター（mister）や場合によってはサー（sir）と同じ意味になる。省略形はM.となり複数形messieursはMM.となる。この複数形は英語においてもMisterの複数形として使われる（例：Messrs. Jones, Smith and Davis）。またMonsieurは英語における“mister”とは異なりファーストネームの前に付けることもできる（例:Monsieur Jean）。名前を知らない相手には単独で使えるが、また地位の高い人に対して呼びかける際は名前を知っていても姓または名を呼ばず単に“Monsieur”と呼ぶのが一般的。
元は封建制下のフランスで「我が主」を意味するmon seigneurが転訛したものであり、発音は/mə.sjø/と綴りに対して不規則になっている。女性に対してはma dame（マダム）を用いた。
君主制下のフランスでのムッシュは、当時の国王の最年長の生きている兄弟に対する略式の敬称であった。以下がこの意味でムッシュと呼ばれた人物である
- オルレアン公シャルル（1559年 – 1560年） → シャルル9世
- アンジュー公アンリ（1560年 – 1574年） → アンリ3世
- アンジュー公フランソワ（1574年 – 1584年）
- オルレアン公ガストン（1610年 – 1643年）
- オルレアン公フィリップ1世（1643年 – 1701年）
- プロヴァンス伯ルイ・スタニスラス（1774年 – 1793年） → ルイ18世
- アルトワ伯シャルル（1795年 – 1824年） → シャルル10世

## その他のムッシュ
- 中野浩一 - 自転車世界選手権スプリント競技において10連覇。特に欧州においては伝説的な存在。
- 吉田義男 - 野球競技においてフランス代表の監督を務め、彼の国において尊敬を受ける。
- 坂井宏行 - 日本人のフランス料理人・実業家。
- ムッシュ・ピエール - 日本の手品師、ムッシュは自称。
- かまやつひろし - 日本のミュージシャン、ムッシュかまやつ名義で活動。
- ムッシュ吉崎 - 日本の歌手。大都会や愛をとりもどせ!!のヒットで知られるバンドクリスタルキングのボーカル担当でありリーダー。サングラスがトレードマーク。
- アントナン・マーニュ - ツール・ド・フランス2回優勝の名選手。チーム監督としても功績を挙げた。
- フランスの死刑執行人の頭領を著す称号ムッシュ・ド・パリ
- ヘルマン・ファンスプリンヘル - ボルドー〜パリを7回優勝した実績により名づけられた。
- ムッシュ! - 2013年放映のCBC製作のドラマ。
- ムッシュ・サイトー - お笑いコンビ・パチッコリンに所属する芸人。ボケ担当。